# أندرونيكو رودريغيز
أندرونيكو رودريغيز (مواليد 11 نوفمبر 1988) هو سياسي بوليفي يشغل منصب رئيس مجلس الشيوخ منذ نوفمبر 2020 وهو عضو في حزب الحركة نحو الاشتراكية.